# 샘스클럽
샘스웨스트(Sam's West Inc.)은 미국 아칸소주 벤턴빌에 본사가 있는 월마트 계열의 회원제 창고형 대형 할인점이다. 1983년에 오클라호마주 오클라호마시티에 처음 문을 열었으며, 현재 미국을 비롯한 세계 4개국에서 800여개의 매장을 운영하고 있다.
이름은 월마트의 창업자의 샘 월턴에서 유래되었다.